# Quattro Libri (confucianesimo)
I Quattro Libri del confucianesimo (cinese tradizionale: 四書; cinese semplificato: 四书; pinyin: Sì Shū) (da non confondere con i Quattro grandi romanzi classici della letteratura cinese), sono i testi della letteratura cinese classica selezionati da Zhu Xi, sotto la dinastia Song, come testi introduttivi al Confucianesimo. I Quattro Libri sono: Il grande studio, Il giusto mezzo, i Dialoghi e il Mencio. I Quattro libri furono i testi base degli esami imperiali sotto le dinastie Ming e Qing.

## IlGrande studio
Il Grande studio (cinese tradizionale: 大學; cinese semplificato: 大学; pinyin: dàxué) era in origine uno dei capitoli del  Libro dei riti (cinese tradizionale: 禮記; cinese semplificato: 礼记; pinyin: Lǐjì). Si tratta di un breve testo attribuito a  Confucio e di nove capitoli di commenti di  Zengzi, uno dei discepoli a di Confucio.
Il Grande Studio è importante perché espone molti temi della filosofia e del pensiero politico di Confucio, ed ha quindi avuto molta influenza sul pensiero cinese, classico e moderno. Il testo collega la crescita individuale a fini più alti, come la pace del mondo, come collega fra loro la dimensione spirituale e materiale. Inoltre, definendo il cammino dell'apprendimento (dao) in termini politici e sociali, il Grande Studio collega la dimensione spirituale alla pratica e presenta una visione del dao secondo un punto di vista diverso da quello proprio del taoismo. In particolare, il Grande Studio individua nel pensiero confuciano una tensione rivolta più al mondo presente e all'agire che non alla pura contemplazione e alla trascendenza come nel taoismo.

## IlGiusto mezzo
Il Giusto mezzo (cinese: 中庸; pinyin: Zhōngyōng) era anch'esso in origine un capitolo del Libro dei riti. Per tradizione, il Giusto mezzo è attribuito a Zisi(子思), nipote di Confucio.

Questo breve libro di 33 capitoli propone un cammino verso la virtù perfetta e si concentra sulla via (cinese: 道; pinyin: dào) prescritta per mandato del cielo non solo ai sovrani, ma a tutti gli uomini. Seguire queste istruzioni celesti con lo studio e l'insegnamento porterà automaticamente alla virtù confuciana.

## IDialoghi
I Dialoghi (cinese tradizionale: 論語|; cinese semplificato: 论语; pinyin: Lúnyǔ) sono la registrazione dei discorsi di Confucio e dei suoi discepoli e delle discussioni fra loro.
A partire dai tempi di Confucio, i Dialoghi hanno profondamente influenzato la filosofia e i valori morali della Cina e dei paesi dell'Asia orientale. Gli esami imperiali erano incentrati sugli studi confuciani, e presupponevano che i candidati citassero ed applicassero le parole di Confucio nei loro elaborati.

## IlMencio
Il Mencio (cinese: 孟子; pinyin: mèng zĭ) è una raccolta di conversazioni del filosofo  Mencio con i re del suo tempo. Al contrario degli scritti che riportano il pensiero di Confucio, generalmente brevi e scarni, il  Mencio è composto di lunghi dialoghi in una prosa prolissa.
Mencio sosteneva che gli esseri umani sono dotati di un senso morale innato, e che la società li corrompe per mancanza di stimoli alla crescita individuale. La crescita morale ha quindi lo scopo di riportare le persone alla loro moralità innata. Coerente con la sua visione individualistica, Mencio sosteneva il diritto di un popolo di rovesciare un sovrano che ignorasse i bisogni dei suoi sudditi o il cui regno fosse ingiusto e crudele.